# Helsingholmen

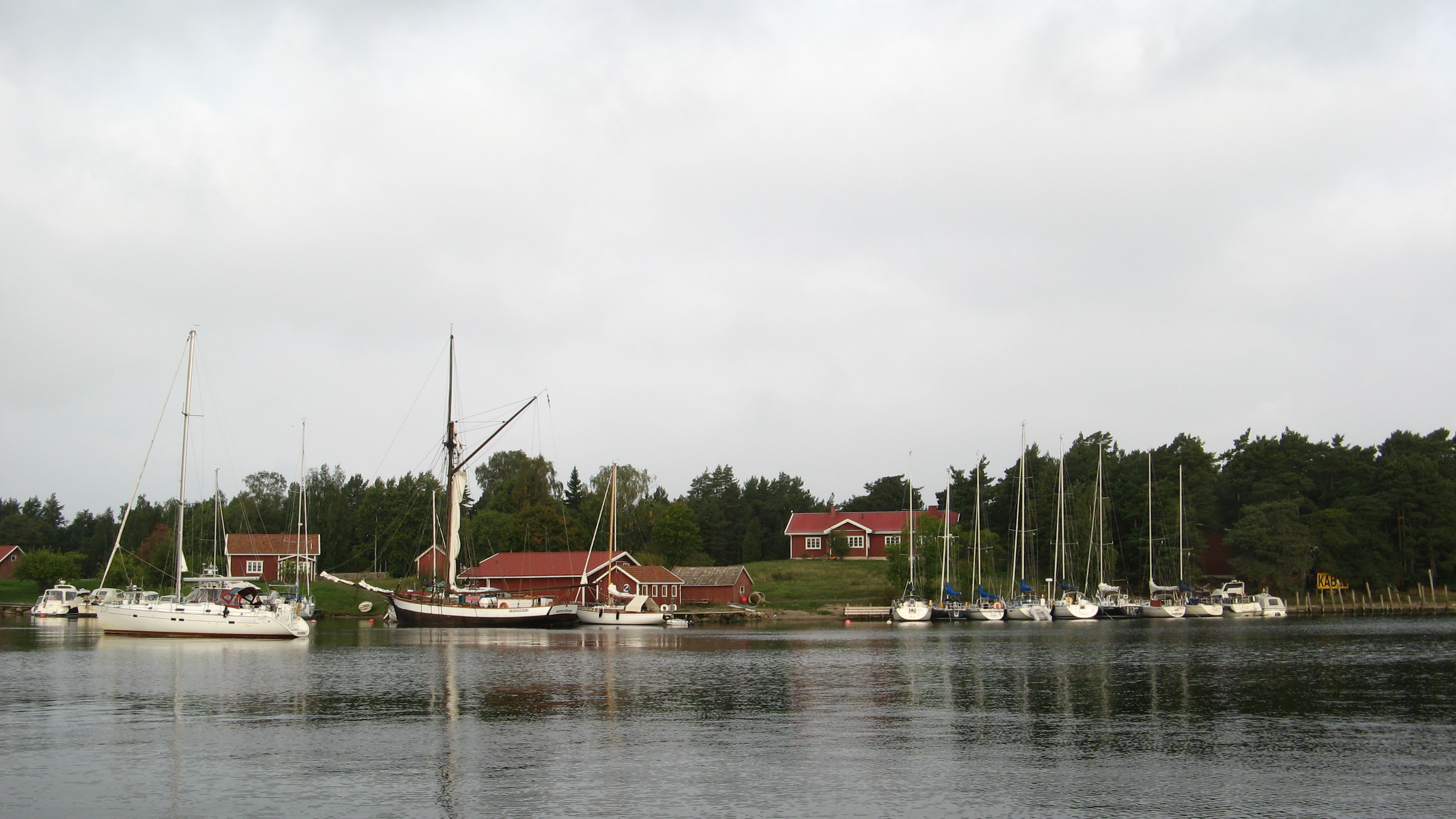
Helsingholmens gästhamn.

Helsingholmen är en holme cirka tre sjömil utanför Ölmos Långsidan i Dragsfjärd, Egentliga Finland.
Helsingholmens anor som gästhamn går tillbaka till 1927 då Finlands president Lauri Kristian Relander gästade ön. Helsingholmen ligger nära flera stora farleder och dess hamnvik erbjuder gott skydd mot sydliga och västliga vindar.
Helsingholmen har gått i arv i släkten Rosenberg i sex generationer, men 1980 köptes ön av Anders Andersson vars son Alf idag (2011) driver gästhamnen.